# Jan Tyszler
Jan Tyszler (ur. 9 stycznia 1933 w Wieluniu), syn Jana i Marii z domu Nonas. Polski operator filmowy oraz realizator telewizyjny.

## Życiorys
Absolwent wydziału grafiki Akademii Sztuk Pięknych w Krakowie (1958) oraz wydziału operatorskiego PWSTiF w Łodzi (1963). Od 1963 roku stale związany z TVP SA jako realizator światła oraz okazjonalnie operator obrazu. Autor światła do ponad kilku tysięcy programów telewizyjnych, festiwali w Opolu, Sopocie, Kołobrzegu, Zielonej Górze, licznych Teatrów Telewizji i widowisk artystycznych. Współtwórca słynnego Studia 2 Mariusza Waltera. Za działalność telewizyjno- artystyczną odznaczony Złotą Odznaką TVP, Brązowym i Srebrnym Krzyżem Zasługi oraz Nagrodą I stopnia Prezesa TVP. W latach 1980–1990 starszy wykładowca na wydziale realizacji telewizyjnej Uniwersytetu Śląskiego. Członek zarządu Związku Zawodowego Pracowników Twórczych TVP S.A „Wizja”. Inicjator jego powstania. W latach 1975–1981 dziennikarz i fotoreporter miesięcznika „Magazyn Rodzinny”. Oprócz działalności telewizyjnej wyróżnia się malarską, maluje portrety, kompozycję.
Od 2006 r. na emeryturze. Dalej współpracuje z TVP. W 2015 roku ukazała się jego książka Wieluń i pamięć.
Żonaty, żona Alicja jest nauczycielką, córka Marta Tyszler – dziennikarką.

## Filmografia

### Ważniejsze realizacje Teatru Telewizji – reżyseria światła
- 1966 – Chłopcy
- 1970 – Długie pożegnanie
- 1970 – Hamlet
- 1970 – Alicja prowadzi śledztwo
- 1970 – Świętoszek
- 1972 – Lato w Nohant
- 1972 – Umarły zbiera oklaski
- 1973 – Beatrix Cenci
- 1973 – Głos mordercy
- 1973 – Eryk XIV
- 1973 – Za kurtyną
- 1974 – Śmierć w najszczęśliwszym dniu
- 1977 – Pięćdziesiąt dukatów
- 1977 – Nie-Boska komedia
- 1977 – Rewizor
- 1977 – Kronika polska Galla Anonima
- 1978 – Romeo i Julia
- 1978 – O coś więcej niż przetrwanie
- 1979 – Złodziej
- 1980 – Partia na instrument drewniany
- 1980 – Pierścień wielkiej damy
- 1980 – Cyrano de Bergerac
- 1981 – Otello
- 1981 – Pan Tadeusz (księgi) – 12 odcinków
- 1981 – Pan Cogito
- 1983 – Dziady
- 1983 – Mironczarnia
- 1984 – Przedwiośnie
- 1984 – Ogłoszenie
- 1986 – Komiwojażer
- 1986 – Spiskowcy
- 1987 – Kordian
- 1987 – Iwona, księżniczka Burgunda
- 1988 – Replika
- 1988 – Służąca Zerlina
- 1992 – Skąpiec
- 1993 – Pieśń o zamordowanym żydowskim narodzie

### Ważniejsze realizacje filmowe jako operator obrazu (zdjęcia)
- 1975 – Jałta – 2 odcinki
- 1985 – Kwestia wyboru
- 1986 – Niepodległa – 5 odcinków
- 1986 – A żyć trzeba dalej
- 1988 – Generał Berling – 4 odcinki
- 1988 – Rzeczpospolitej dni pierwsze
- 1992 – Ernestyna (Dirottore Della Fotografiia) – produkcja włosko-polska[potrzebny przypis]

## Strony zewnętrzne
- Strona domowa – Jan Tyszler[martwy link]